# Zespół budynków OSP w Mielcu
Zespół budynków Ochotniczej Straży Pożarnej w Mielcu – zespół budynków znajdujących się przy ulicy Kilińskiego 27. Jest wpisany do rejestru zabytków nieruchomych województwa podkarpackiego pod numerem A-364 z 17.08.2009. W skład zespołu wchodzą: strażnica, kręgielnia i wozownia. Strażnica została zbudowana 1882 r. Jest to budynek drewniany, parterowy, otynkowany, zbudowany na planie prostokąta. Przykryty jest dwuspadowym dachem z blachy. Posiada czterokolumnowy portyk z trójkątnym szczytem, na którym znajdowało się malowidło przedstawiające świętego Floriana gaszącego pożar i trzymającego w ręku chorągiew. Strażnica była miejscem, w którym organizowano różne spotkania okolicznościowe, bale, wystawiano sztuki teatralne. Działały tu amatorski teatr oraz orkiestra dęta. Znajduje się w niej Izba Pamięci. Drewniana kręgielnia została zbudowana w 1894 r. Murowany budynek wozowni, wykorzystywany jako garaż zbudowano w 1921 r.